# Molophilus (Austromolophilus) warriuka
Molophilus (Austromolophilus) warriuka is een tweevleugelige uit de familie steltmuggen (Limoniidae). De soort komt voor in het Australaziatisch gebied.